# 敬神党
敬神党（けいしんとう）は、旧肥後藩士族の三大派閥の一つであった、勤皇党の一派である。

## 説明
肥後藩では、教育方針をめぐり3派閥に分かれており、藩校での朱子学教育を中心とする学校党、横井小楠らが提唱した教育と政治の結びつきを重視する実学党、林桜園を祖とする国学・神道を基本とした教育を重視する勤皇党（河上彦斎・太田黒伴雄・加屋霽堅ら）が存在した。勤皇党のうち、明治政府への強い不満を抱く構成員により、敬神党が結成された。
この敬神党は、神道の信仰心が非常に強かったため、周囲からは「神風連」と呼ばれていた。敬神党の構成員は、多くが神職に就いており、新開大神宮で神職である太田黒伴雄が「宇気比」（うけい）と呼ばれる誓約祈祷を行い、神託のままに挙兵したのである。
そして、この敬神党が1876年に廃刀令が出た後、神風連の乱を引き起こすことになる。